# 阿川幸寿
阿川 幸寿（阿川 幸壽、あがわ ゆきひさ、1901年〈明治34年〉1月5日 - 1968年〈昭和43年〉8月26日）は、満州国官吏、日本の実業家。阿川機工、構造物コンサルタント各社長。

## 経歴
長崎県・田中良蔵の甥。大阪府立天王寺中学校を経て1924年、第七高等学校造士館を卒業。1927年、京都帝国大学経済学部を卒業。
満鉄に入社する。安東、奉天各地方事務所に勤務。瓦房店、四平街各地方事務所庶務係長、大石橋地方事務所長を経て満州国に転じ、審計局審計官第一處勤務。後に四平街市長となる。1940年、安東市長に就任する。
1950年に阿川機工を設立、社長に就任。1962年に構造物コンサルタントを設立、社長を兼務。

## 人物
趣味はゴルフ、乗馬。住所は広島市白島九軒町。

## 家族・親族
阿川家
- 父・甲一[6]（1870年 - 1948年、阿川組代表社員、土木建築請負業）[5] - 山口県美祢郡伊佐村（現・美祢市伊佐町）の農家の生まれ。
- 弟・弘之[4]（1920年 - 2015年、作家[3]、文化勲章受章者、広島県名誉県民）
- 妻・光子（1908年 - ?、広島、加川百助の四女）[5][6]

親戚
- 妻の父・加川百助（広島市中島本町の回漕店、旅人宿）[10]